# Boyne-Klasse (1811)
Die Boyne-Klasse war eine Klasse von zwei nominell 98-Kanonen-Linienschiffen 2. Ranges der britischen Marine, basierend auf dem Plan der von Sir Thomas Slade entworfenen Victory. Sie stand von 1810 bis 1861 in Dienst.

## Einheiten
| Name  | Bauwerft            | Bestellung         | Kiellegung   | Stapellauf        | Indienststellung | Verbleib         |
| ----- | ------------------- | ------------------ | ------------ | ----------------- | ---------------- | ---------------- |
| Boyne | Portsmouth Dockyard | 25. Juni 1801      | April 1806   | 3. Juli 1810      | Januar 1811      | 1861 abgebrochen |
| Union | Plymouth Dockyard   | 16. September 1801 | Oktober 1805 | 16. November 1811 | April 1812       | 1833 abgebrochen |

## Technische Beschreibung
Die Klasse war als Batterieschiff mit drei durchgehenden Geschützdecks konzipiert und hatte eine Länge auf diesen von 56,39 Metern (Geschützdeck), eine Breite von 15,67 Metern und einen Tiefgang von 6,72 Metern. Sie waren Rahsegler mit drei Masten (Fockmast, Großmast und Kreuzmast). Der Rumpf schloss im Heckbereich mit einem Heckspiegel, in den Galerien integriert waren, die in die seitlich angebrachten Seitengalerien mündeten.
Die Bewaffnung der Klasse bestand bei Indienststellung aus 104 Geschützen.
|        | Unteres Batteriedeck    | Mittleres Batteriedeck  | Oberes Batteriedeck     | Backdeck                                         | Achterdeck                                       | Geschütze (Geschossgewicht) |
| ------ | ----------------------- | ----------------------- | ----------------------- | ------------------------------------------------ | ------------------------------------------------ | --------------------------- |
| Design | 28 × 32-Pfünder-Kanonen | 30 × 18-Pfünder-Kanonen | 30 × 12-Pfünder-Kanonen | 2 × 12-Pfünder-Kanonen 2 × 32-Pfünder-Karronaden | 4 × 12-Pfünder-Kanonen                           | 96 Geschütze (438,08 kg)    |
| 1812   | 28 × 32-Pfünder-Kanonen | 30 × 18-Pfünder-Kanonen | 30 × 12-Pfünder-Kanonen | 2 × 12-Pfünder-Kanonen 2 × 32-Pfünder-Karronaden | 4 × 12-Pfünder-Kanonen 8 × 32-Pfünder-Karronaden | 104 Geschütze (496,13 kg)   |

## Besatzung
Die Besatzung hatte eine Stärke von 738 Mann.